# 必殺ネズミ取り
『必殺ネズミ取り』（Shutter Bugged Cat、1967年）は『トムとジェリー』の作品のひとつ。素材・音響などはチャック・ジョーンズ期のものを使用しているが、この話の監督はチャック・ジョーンズらではなく、ハンナ=バーベラ。

## 作品内容
強力なネズミ取りを作ろうと画策するトムは、スクリーンに映し出された二匹のこれまでの戦いの軌跡を記録したフィルムを観て「どうすればジェリーを捕まえられるか」の研究に明け暮れていた。その映像は、「トラになったトム」「ショックで直せ」「ワルツの王様」「勝利は我に」「天国と地獄」のワンシーンである。
フィルムを観ているとジェリーの邪魔が入るも、ついに大型ネズミ取り装置を完成させたトム。早速ジェリーを使って実験するのだが、事前に設計図が改竄されていた…（なお、これ以降暫くのシーンは「失敗は成功のもと」の使い回しである）。
こうしてネズミ取り作戦に失敗し悔しがるトムは、設計図を破き捨てるのだった。

## 登場キャラクター
トム
長年にわたるジェリーとの戦いを記録したフィルムをスクリーンで視聴し、「どうすればジェリーを捕まえられるか」を入念に研究して大型ネズミ捕り製作に明け暮れる。だが知らぬ間にその設計図がジェリーに改ざんされ、罠の距離が勝手に書き換えられてしまう。これにより自身が金庫に圧し潰され骨折。最後は作戦失敗で満身創痍になって包帯を巻き、ネズミ捕り設計図を破り捨てた。
ジェリー
大型ネズミ捕りを作って自身を捕まえようと・過去の戦いを記録したフィルムを視聴し（自身の捕獲方法を）研究するトムを目の当たりにし、隙を見て「ネズミ捕り設計図の改ざん」を決行。罠の距離を当初の15ftから「12ft」へ書き換えた。これにより自身がチーズを引いてネズミ捕り装置を動かすと・本来自身の上へ落下するはずだった金庫がトムを圧し潰し、作戦に失敗したトムは満身創痍になって設計図を破り捨てた。自身はその後、カメラのファインダー越しに満身創痍となったトムを眺めている。

## 関連事項
- トムとジェリー
- ジョセフ・バーベラ
- テックス・アヴェリー
- ルドルフ・アイジング
- ドルーピー
- メトロ・ゴールドウィン・メイヤー
- カートゥーン